# Weiherhaus (Bayreuth)
Weiherhaus ist Gemeindeteil der kreisfreien Stadt Bayreuth im bayerischen Regierungsbezirk Oberfranken. Weiherhaus liegt in der Gemarkung Thiergarten.

## Geografie
Die Einöde ist mittlerweile als Haus Nr. 35 und 35a der Oberthiergärtner Straße aufgegangen, die nach Wolfsbach (0,9 km nördlich) bzw. zum Parkplatz Sophienberg Ost der Bundesautobahn 9 führt (0,2 km südlich).

## Geschichte
Weiherhaus wurde in der zweiten Hälfte des 19. Jahrhunderts auf dem Gemeindegebiet von Thiergarten gegründet. Namensgebend waren die benachbarten Weiher. Am 1. Juli 1976 wurde Weiherhaus im Zuge der Gebietsreform in Bayern nach Bayreuth eingemeindet.

### Einwohnerentwicklung
| Jahr      | 001861 | 001871 | 001885 | 001900 | 001925 | 001950 | 001961 | 001970 | 001987 |
| Einwohner | 4      | 6      | 11     | 8      | 5      | 15     | 7      | 7      | 5      |
| Häuser    |        |        | 2      | 2      | 1      | 2      | 1      |        | 2      |
| Quelle    | [ 8 ]  | [ 9 ]  | [ 10 ] | [ 11 ] | [ 12 ] | [ 13 ] | [ 14 ] | [ 15 ] | [ 1 ]  |

## Religion
Weiherhaus ist evangelisch-lutherisch geprägt und nach St. Johannis gepfarrt.